# Campionati europei di canottaggio 2012 - 4 senza maschile
Il 4 senza maschile dei Campionati europei di canottaggio 2012 si è svolto tra il 14 e il 16 settembre 2012. Hanno partecipato 11 equipaggi.

## Formato
Nel primo turno, i primi classificati di ogni batteria si sono qualificati alla finale, mentre gli altri si sono affrontati nei ripescaggio che hanno qualificato altri quattro equipaggi, due per batteria. Gli equipaggi eliminati hanno partecipato alla finale B.

## Programma
| Data              | Ora (UTC+2) | Turno             |
| ----------------- | ----------- | ----------------- |
| 14 settembre 2012 | 10:42       | Batterie          |
| 15 settembre 2012 | 10:00       | Ripescaggi        |
| 16 settembre 2012 | 9:31 11:17  | Finale B Finale A |

## Risultati

### Batterie
| Pos. | Atleti                                                                                             | Nazione  | Tempo   | Note |
| ---- | -------------------------------------------------------------------------------------------------- | -------- | ------- | ---- |
| 1    | Nikolaos Gkountoulas Apostolos Gkountoulas Georgios Tziallas Ioannis Christou                      | Grecia   | 5'57"17 | Q    |
| 2    | Marius-Vasile Cozmiuc George Palamariu Cristi-Ilie Pârghie Florin Curuea                           | Romania  | 6'00"60 | R    |
| 3    | Jesús González Álvarez Noé Guzmán Del Castillo Marcelino García Cortés Antonio Guzmán Del Castillo | Spagna   | 6'04"35 | R    |
| 4    | Sébastien Lenté Julien Desprès Germain Chardin Adrien Hardy                                        | Francia  | 6'08"91 | R    |
| 5    | Marko Grace Aleš Zupan Grega Domanjko Jure Grace                                                   | Slovenia | 6'12"53 | R    |
| 6    | Dražen Čulin Nikša Skelin Vitomir Čavrlj Alen Banovac                                              | Croazia  | 6'24"99 | R    |

| Pos. | Atleti                                                                   | Nazione     | Tempo   | Note |
| ---- | ------------------------------------------------------------------------ | ----------- | ------- | ---- |
| 1    | Miloš Vasić Radoje Đerić Miljan Vuković Goran Jagar                      | Serbia      | 6'02"00 | Q    |
| 2    | Vadzim Ljalin Dzjanis Mihal' Stanislaŭ Ščarbačėnja Aljaksandr Kazuboŭski | Bielorussia | 6'07"17 | R    |
| 3    | Marco Di Costanzo Matteo Castaldo Emanuele Liuzzi Simone Ponti           | Italia      | 6'09"89 | R    |
| 4    | Ogeday Girişken Onat Kazaklı Selahattin Gürsoy Muhammed Canşi            | Turchia     | 6'11"92 | R    |
| 5    | Frank van der Ploeg Thijs IJsbrandy Govert Viergever Bob van Velsen      | Paesi Bassi | 6'12"15 | R    |

### Ripescaggi
| Pos. | Atleti                                                                   | Nazione     | Tempo   | Note |
| ---- | ------------------------------------------------------------------------ | ----------- | ------- | ---- |
| 1    | Marius-Vasile Cozmiuc George Palamariu Cristi-Ilie Pârghie Florin Curuea | Romania     | 6'00"78 | Q    |
| 2    | Sébastien Lenté Julien Desprès Germain Chardin Adrien Hardy              | Francia     | 6'03"88 | Q    |
| 3    | Marco Di Costanzo Matteo Castaldo Emanuele Liuzzi Simone Ponti           | Italia      | 6'08"21 |      |
| 4    | Dražen Čulin Nikša Skelin Vitomir Čavrlj Alen Banovac                    | Croazia     | 6'10"50 |      |
| 5    | Frank van der Ploeg Thijs IJsbrandy Govert Viergever Bob van Velsen      | Paesi Bassi | 6'45"86 |      |

| Pos. | Atleti                                                                                             | Nazione     | Tempo   | Note |
| ---- | -------------------------------------------------------------------------------------------------- | ----------- | ------- | ---- |
| 1    | Jesús González Álvarez Noé Guzmán Del Castillo Marcelino García Cortés Antonio Guzmán Del Castillo | Spagna      | 5'59"68 | Q    |
| 2    | Vadzim Ljalin Dzjanis Mihal' Stanislaŭ Ščarbačėnja Aljaksandr Kazuboŭski                           | Bielorussia | 6'00"31 | Q    |
| 3    | Marko Grace Aleš Zupan Grega Domanjko Jure Grace                                                   | Slovenia    | 6'05"56 |      |
| 4    | Ogeday Girişken Onat Kazaklı Selahattin Gürsoy Muhammed Canşi                                      | Turchia     | 6'15"07 |      |

### Finali
| Pos. | Atleti                                                              | Nazione     | Tempo   | Note |
| ---- | ------------------------------------------------------------------- | ----------- | ------- | ---- |
| 1    | Marko Grace Aleš Zupan Grega Domanjko Jure Grace                    | Slovenia    | 6'09"13 |      |
| 2    | Dražen Čulin Nikša Skelin Vitomir Čavrlj Alen Banovac               | Croazia     | 6'12"16 |      |
| 3    | Marco Di Costanzo Matteo Castaldo Emanuele Liuzzi Simone Ponti      | Italia      | 6'14"56 |      |
| 4    | Ogeday Girişken Onat Kazaklı Selahattin Gürsoy Muhammed Canşi       | Turchia     | 6'15"70 |      |
| 5    | Frank van der Ploeg Thijs IJsbrandy Govert Viergever Bob van Velsen | Paesi Bassi | 6'17"52 |      |

| Pos.    | Atleti                                                                                             | Nazione     | Tempo   | Note |
| ------- | -------------------------------------------------------------------------------------------------- | ----------- | ------- | ---- |
| Oro     | Nikolaos Gkountoulas Apostolos Gkountoulas Georgios Tziallas Ioannis Christou                      | Grecia      | 5'56"03 |      |
| Argento | Marius-Vasile Cozmiuc George Palamariu Cristi-Ilie Pârghie Florin Curuea                           | Romania     | 5'57"37 |      |
| Bronzo  | Miloš Vasić Radoje Đerić Miljan Vuković Goran Jagar                                                | Serbia      | 5'58"72 |      |
| 4       | Jesús González Álvarez Noé Guzmán Del Castillo Marcelino García Cortés Antonio Guzmán Del Castillo | Spagna      | 5'59"12 |      |
| 5       | Vadzim Ljalin Dzjanis Mihal' Stanislaŭ Ščarbačėnja Aljaksandr Kazuboŭski                           | Bielorussia | 6'02"54 |      |
| 6       | Sébastien Lenté Julien Desprès Germain Chardin Adrien Hardy                                        | Francia     | 6'06"45 |      |